# Karl Engel (Baumeister)
Karl Engel, auch Carlo Angelini (* um 1640 in Monticello; † nach 1710), war ein Graubündner Baumeister des Barocks.

## Leben
Er bzw. seine Familie stammte aus Monticello im Misox-Tal im Kanton Graubünden. Er war ein jüngerer Bruder des Graubündner Baumeisters Jakob Engel, der in Eichstätt fürstbischöflicher Baumeister war. 1664 kam Karl angeblich aus Bologna nach Eichstätt. 1666 schuf er als „Khüstlergeselle“, also als Kunstschreiner (= Kistler), ein Modell der Theatinerkirche München. 1675, inzwischen Meister, baute er an den Seitenaltären der Benediktinerinnen-Klosterkirche St. Walburg in Eichstätt. Ab 1677 war er in Abenberg tätig, wo er als Helfer seines Bruders die Klosterkirche der Marienburg umbaute und am Wiederaufbau der Klostergebäude als Bauleiter mitwirkte. Auch die Pläne für den Bau der Wasserzuleitung (1680) waren sein Werk; wegen zu hoher Kosten durfte er sie jedoch nicht bauen.
1679 bis 1687 hatte er die Bauleitung beim Umbau des Schlosses Oettingen inne, wobei er nicht nach den Rissen seines Bruders Jakob arbeiten durfte, die dieser bereits 1680 eingereicht hatte, sondern die Pläne des württembergischen Baumeisters Mathias Weiß umzusetzen hatte. Daneben erneuerte er 1680/81 nach den Plänen seines Bruders die Pfarrkirche im mittelfränkischen Ornbau und lieferte 1684/85 Entwurfzeichnungen für das Portal und für Altäre der Pfarrkirche von Berching. 1693, als er wohl bereits nach Ellingen umgezogen war, weilte er noch einmal im Oettinger Schloss, um einen neuen Küchenkamin einzubauen.
1698 bis 1701 war er am Bau des Ellinger Deutschordensschlosses tätig – in welcher Funktion, ist nicht bekannt; jedenfalls erhielt er je Quartal 50 Gulden Lohn. Die letzte Nachricht von ihm stammt von 1702, als er zusammen mit seinem Bruder ein Gutachten für den Wiederaufbau des noch nicht fertiggestellten, aber eingestürzten Vestibüls des Schlosses Schleißheim lieferte; beide stellten eine große Anzahl technischer Fehler fest.